# غواصة يو-3 (النمسا-المجر)
يو-3 أو يو-III الغواصة الرئيسية لفئة يو-3 من الغواصات التي صممتها وتشغلها البحرية النمساوية المجرية ( (بالألمانية: Kaiserliche und Königliche Kriegsmarine)‏ قبل وأثناء الحرب العالمية الأولى. تم بناء الغواصة كجزء من خطة لتقييم تصاميم الغواصات الأجنبية، وتم بناؤها بواسطة فريدريش كروب في كيل بألمانيا.
تم ترخيص الغواصة في عام 1906، وبدأت في مارس 1907، وتم إطلاقها في أغسطس 1908، ونقلت من كيل إلى بولا في يناير 1909. كانت الغواصة مزدوجة الهيكل طولها أقل بقليل من 139 قدم (42 م). .

## روابط خارجية
- Helgason, Guðmundur. "WWI U-boats: KUK U-3" . القوارب الألمانية والنمساوية في الحرب العالمية الأولى - Kaiserliche Marine - Uboat.net .
- الغواصة النمساوية المجرية